# 渋谷浩
渋谷浩（しぶたに ひろし、1967年4月6日 - ）は、福岡県出身の元卓球選手。同じカットマンの松下浩二と共に永年日本代表で活躍した。1999年の全日本卓球選手権大会で偉関晴光を破り悲願の初優勝を遂げた。

## 略歴
武蔵野市立第三中学校、熊谷商業高等学校、明治大学出身。関東学生リーグでは史上最多タイの36勝をマークした。明治大学卒業後は、川崎製鉄の実業団チームでプレーした。廃部後は、日産自動車に所属し、陳龍燦、高志亮とともに常勝時代を築いた。また男子日本代表として世界卓球選手権に1987年から2000年までの7大会連続（1999年の個人戦と2000年の団体戦は1つの大会と数えた場合）出場した。オリンピックにもバルセロナオリンピック、アトランタオリンピック、シドニーオリンピックの3大会連続出場している。全日本卓球選手権大会では1999年に初優勝を飾った。レジスタード・プロ第3号でもある（現在ではレジスタード･プロ制度は廃止され、プロ選手とアマチュア選手の区別は撤廃されている）。現在はタマスに所属して、技術指導を中心に活動している。
父は、明治大学卓球部監督も務めた渋谷五郎。

## エピソード
- 天才てれびくんの1998年のコーナー「卓球一直線」でコーチ役として出演する。
- 2008年4月14日放送のSMAP×SMAPで、SMAPのメンバーが福原愛と対決する際に、コーチとして登場。中居正広から「肉まん先生」と命名される。

## 主な戦績
- 全国中学校体育大会 男子シングルス優勝3連覇
- インターハイ 男子学校対抗・男子シングルス・男子ダブルス優勝2連覇

1987年
- 全日本卓球選手権大会 男子ダブルス 優勝（松下浩二ペア）

1989年
- 全日本卓球選手権大会 男子ダブルス 優勝（松下浩二ペア）

1990年
- 全日本卓球選手権大会 男子ダブルス 優勝（松下浩二ペア）
- 第10回アジア卓球選手権 男子ダブルス 3位（森本洋治ペア）

1992年
- 全日本卓球選手権大会 男子ダブルス 優勝（松下浩二ペア）

1994年
- 全日本卓球選手権大会 男子ダブルス 準優勝（松下浩二ペア）

1995年
- 全日本卓球選手権大会 男子ダブルス 優勝（松下浩二ペア）

1997年
- ITTFプロツアー・カタールオープン 男子ダブルス 優勝
- 世界卓球選手権（マンチェスター大会）男子ダブルス 3位

1999年
- 第4回ジャパントップ12卓球大会 男子シングルス 優勝
- 平成11年度全日本卓球選手権大会 男子シングルス 優勝、男子ダブルス 優勝（松下浩二ペア）

2000年
- 世界卓球選手権（クアラルンプール大会）男子団体 3位
- 第5回ジャパントップ12卓球大会 男子シングルス 準優勝

2001年
- 平成13年度全日本卓球選手権大会 男子ダブルス 優勝（松下浩二ペア）